# Anthony Sweijs
Anthony Ahasuerus Hendrik Sweijs (Amsterdam, 18 de juliol de 1852 – Rotterdam, 30 de setembre de 1937) va ser un tirador neerlandès. El 1900 va prendre part en els Jocs Olímpics de París, en què disputà dues proves del programa de tir olímpic. Guanyà la medalla de bronze en la prova de pistola militar per equips, junt a Solko van den Bergh, Antonius Bouwens, Dirk Boest Gips i Henrik Sillem. En la prova individual fou onzè. En pistola militar individual fou vintè.